# Gernot Blümel
Gernot Blümel (Bécs, 1981. október 24. –) osztrák politikus, a bécsi ÖVP elnöke, Ausztria pénzügyminisztere volt.

## Életpályája
Az alsó-ausztriai Moosbrunnban nőtt fel, ahol egyházi gimnáziumot végzett, majd a Bécsi Egyetemen (Universität Wien) filozófiát tanult, és keresztényszociális tanításokból írt diplomamunkát. Diákévei alatt csatlakozott a Osztrák Néppárt (ÖVP) ifjúsági szervezetéhez, ahol 25 évesen már nemzetközi titkár, majd két évvel később az összeurópai néppártok alelnöke lett. 2013 és 2015 között az ÖVP  főtitkára volt. 2017 decemberében, a Sebastian Kurz ÖVP pártelnök vezette koalíciós kabinet EU-ügyi, kulturális és a médiával kapcsolatos területeit felügyelő kancelláriaminisztere lett.